# Wereldbeker skeleton 2024/2025
De wereldbeker skeleton in het seizoen 2024/2025 ving aan op 16 november 2024 en liep tot en met 8 februari 2025. De competitie werd georganiseerd door de IBSF, grotendeels gelijktijdig met de wereldbeker bobsleeën. De drie openingswedstrijden in Zuid-Korea en China waren er alleen in het skeleton.
De competitie omvatte dit seizoen acht wedstrijden in de twee traditionele onderdelen in het skeleton, mannen en vrouwen individueel. Bij vier  wereldbekerwedstrijden was het onderdeel gemengdteam toegevoegd. Onder de deelnemers bevonden zich de Belgen Colin Freeling (mannen), Kim Meylemans en Aline Pelckmans (vrouwen) en de Nederlanders Kimberley Bos (vrouwen), debutant Joeri van Kuppeveld en Akwasi Frimpong (mannen), laatst genoemde komt voor zijn geboorteland Ghana uit in het skeleton.
Bij de mannen vormden de Britten Matt Weston (1e), Marcus Wyatt (2e) en de Duitser Christopher Grotheer het eindpodium. Voor Weston was het zijn derde podiumplaats, hij zegevierde ook in 2023/24 en in 2022/23 eindigde hij als tweede. Voor Wyatt was het na zijn derde plaats in 2022/23 zijn tweede podiumplaats.  Grotheer nam voor de vierde keer plaats op het eindpodium, in 2021/22 werd hij derde, in 2022/23 eindwinnaar en tweede in 2023/24. Freeling eindigde als 26e,  Frimpong als 44e en Van Kuppeveld als 46e in de eindrangschikking.
Bij de vrouwen vormden de Oostenrijkse Janine Flock (1e), de Nederlandse Kimberley Bos (2e) en de Duitse Hannah Neise het eindpodium. Voor Flock was het haar vijfde podiumplaats, zij zegevierde ook in 2014/15 en 2020/21 en in 2019/20 en 2021/22 eindigde zij als tweede. Ook voor Bos was het haar vijfde podiumplaats, ook haar vijfde opeenvolgende. In 2020/21 werd ze derde, in 2021/22 en 2023/24 eindwinnares en in 2022/23 ook tweede. Voor Neise was het haar eerste podiumplaats in de wereldbeker. Meylemans eindigde als 13e en Pelckmans als 30e in de eindrangschikking.

## Wereldbeker punten
De eerste 30 in het dagklassement krijgen punten voor het wereldbekerklassement toegekend. De top 20 na de eerste run gaan verder naar de tweede run, de overige deelnemers krijgen hun punten toegekend op basis van hun klassering na de eerste run. De onderstaande tabel geeft de punten per plaats weer.
| Klassering = punten                          | Klassering = punten                           | Klassering = punten                               | Klassering = punten                          | Klassering = punten                          | Klassering = punten                          |
| -------------------------------------------- | --------------------------------------------- | ------------------------------------------------- | -------------------------------------------- | -------------------------------------------- | -------------------------------------------- |
| 1e = 225 2e = 210 3e = 200 4e = 192 5e = 184 | 6e = 176 7e = 168 8e = 160 9e = 152 10e = 144 | 11e = 136 12e = 128 13e = 120 14e = 112 15e = 104 | 16e = 96 17e = 88 18e = 80 19e = 74 20e = 68 | 21e = 62 22e = 56 23e = 50 24e = 45 25e = 40 | 26e = 36 27e = 32 28e = 28 29e = 24 30e = 20 |

## Mannen

### Uitslagen
| Datum            | Plaats        | Eerste               | Tweede               | Derde                  |
| ---------------- | ------------- | -------------------- | -------------------- | ---------------------- |
| 16 november 2024 | Pyeongchang   | Christopher Grotheer | Marcus Wyatt         | Matt Weston            |
| 17 november 2024 | Pyeongchang   | Christopher Grotheer | Marcus Wyatt         | Matt Weston            |
| 23 november 2024 | Yanqing       | Christopher Grotheer | Matt Weston          | Yin Zheng              |
| 6 december 2024  | Altenberg     | Christopher Grotheer | Matt Weston          | Marcus Wyatt           |
| 13 december 2024 | Sigulda       | Marcus Wyatt         | Matt Weston          | Yin Zheng Samuel Maier |
| 3 januari 2025   | Winterberg    | Matt Weston          | Samuel Maier         | Christopher Grotheer   |
| 10 januari 2025  | Sankt Moritz  | Matt Weston          | Christopher Grotheer | Amedeo Bagnis          |
| 7 februari 2025  | Lillehammer * | Lin Qinwei           | Samuel Maier         | Marcus Wyatt           |

* De WB#8 op 7 februari in Lillehammer vormde tevens het Europees kampioenschap. Van de 26 Europeanen in het 37 tellende deelnemersveld vormden de Oostenrijker Samuel Maier, de Brit Marcus Wyatt en de Duitser Axel Jungk het erepodium (1-2-3). De Belg Freeling werd 23e en de Nederlander Van Kuppeveld 24e in dit kampioenschap.
Het tweede Pan-Amerikaanse kampioenschap vond dit seizoen buiten het wereldbekercircuit om -dit in tegenstelling tot het vorige seizoen- op 25 januari 2025 plaats in Lake Placid (Verenigde Staten) als onderdeel van de North American Cup. Van de dertien deelnemers uit Brazilië (1), Canada (6) en de Verenigde Staten (6) in het 38 tellende deelnemersveld vormden Bradley Nicol (VS), Bryan Kuehn, Josip Brusic (beide Canada) en Andrew Whittier-Neises (VS) het erepodium (1-2-3-3).
Belgische en Nederlandse deelname
| Deelnemer           | #1  | #2  | #3  | #4  | #5  | #6  | #7  | #8  |
| ------------------- | --- | --- | --- | --- | --- | --- | --- | --- |
| Colin Freeling      | 31e | 28e | 26e | 25e | 31e | 23e | 30e | 32e |
| Akwasi Frimpong *   | -   | -   | -   | 30e | -   | 37e | 39e | 36e |
| Joeri van Kuppeveld | -   | -   | -   | -   | -   | 30e | -   | 33e |

* De Nederlander Frimpong komt voor Ghana uit in het skeleton

### Eindstand
| #  | Atleet                   | Land | Punten |
| -- | ------------------------ | ---- | ------ |
| 01 | Matt Weston              | GBR  | 1640   |
| 02 | Marcus Wyatt             | GBR  | 1557   |
| 03 | Christopher Grotheer     | GER  | 1462   |
| 04 | Samuel Maier             | AUT  | 1436   |
| 05 | Axel Jungk               | GER  | 1264   |
| 06 | Felix Keisinger          | GER  | 1192   |
| 07 | Vladyslav Heraskevytsj   | UKR  | 1184   |
| 08 | Chen Wenhao              | CHN  | 1184   |
| 09 | Yin Zheng                | CHN  | 1148   |
| 10 | Lin Qinwei               | CHN  | 1099   |
| 11 | Rasmus Johansen (junior) | DEN  | 1072   |
| 12 | Lukas Nydegger (junior)  | GER  | 1048   |
| 13 | Austin Florian           | USA  | 1036   |
| 14 | Mattia Gaspari           | ITA  | 1024   |
| 15 | Amedeo Bagnis            | ITA  | 0960   |
| 16 | Kim Ji-soo               | KOR  | 0879   |
| 17 | Zhu Haifeng              | CHN  | 0764   |
| 18 | Vinzenz Buff (junior)    | SUI  | 0645   |
| 19 | Craig Thompson           | GBR  | 0596   |

| #  | Atleet                      | Land | Punten |
| -- | --------------------------- | ---- | ------ |
| 20 | Lucas Defayet               | FRA  | 498    |
| 21 | Giovanni Marchetti          | ITA  | 467    |
| 22 | Daniel Barefoot             | USA  | 462    |
| 23 | Alexander Schlintner        | AUT  | 456    |
| 24 | Livio Summermatter (junior) | SUI  | 385    |
| 25 | Nicholas Timmings           | AUS  | 231    |
| 26 | Colin Freeling (junior)     | BEL  | 226    |
| 27 | Yaroslav Lavreniuk (junior) | UKR  | 223    |
| 28 | Sim Hyung-jun (junior)      | KOR  | 214    |
| 29 | Dāvis Valdovskis (junior)   | LAT  | 208    |
| 30 | Laurence Bostock            | GBR  | 184    |
| 31 | Nicholas Tucker             | USA  | 180    |
| 32 | Adrian Rodriguez            | ESP  | 171    |
| 33 | Kyle Donsberger             | CAN  | 126    |
| 34 | Timon Drahonovsky (junior)  | CZE  | 118    |
| 35 | Hunter Williams             | USA  | 118    |
| 36 | Vladyslav Polyvach (junior) | POL  | 099    |
| 37 | Peter Makrides              | AUS  | 082    |
| 38 | Jonathan Yaw                | MAS  | 078    |

| #  | Atleet                      | Land | Punten |
| -- | --------------------------- | ---- | ------ |
| 39 | Florian Auer                | AUT  | 74     |
| 40 | Jared Firestone             | ISR  | 65     |
| 41 | Jacob Salisbury             | GBR  | 56     |
| 42 | Jung Seung-gi               | KOR  | 50     |
| 43 | Yeo Chan-hyuk (junior)      | KOR  | 48     |
| 44 | Akwasi Frimpong             | GHA  | 43     |
| 45 | Joeri van Kuppeveld         | NED  | 34     |
| 46 | Ryan Kuehn (junior)         | CAN  | 32     |
| 47 | Jordan Rwiyamilira          | CAN  | 30     |
| 48 | Theodor Buligescu (junior)  | ROU  | 28     |
| 48 | Vladyslav Klymenko (junior) | UKR  | 28     |
| 50 | Mark Lynch                  | CAN  | 20     |
| 51 | Kyle Murray                 | CAN  | 20     |
| 52 | Peng Lin-Wei                | TPE  | 10     |
| 53 | Josip Brusic (junior)       | CAN  | 10     |
| 54 | Jeff Bauer                  | LUX  | 08     |
| 55 | Eduardo Strapasson (junior) | BRA  | 05     |

## Vrouwen

### Uitslagen
| Datum            | Plaats        | Eerste         | Tweede         | Derde                 |
| ---------------- | ------------- | -------------- | -------------- | --------------------- |
| 16 november 2024 | Pyeongchang   | Amelia Coltman | Janine Flock   | Nicole Rocha Silveira |
| 17 november 2024 | Pyeongchang   | Freya Tarbit   | Hannah Neise   | Janine Flock          |
| 23 november 2024 | Yanqing       | Zhao Dan       | Hannah Neise   | Freya Tarbit          |
| 6 december 2024  | Altenberg     | Kim Meylemans  | Susanne Kreher | Hannah Neise          |
| 13 december 2024 | Sigulda       | Kimberley Bos  | Janine Flock   | Kim Meylemans         |
| 3 januari 2025   | Winterberg    | Janine Flock   | Anna Fernstädt | Hannah Neise          |
| 10 januari 2025  | Sankt Moritz  | Janine Flock   | Kim Meylemans  | Nicole Rocha Silveira |
| 7 februari 2025  | Lillehammer * | Janine Flock   | Mystique Ro    | Amelia Coltman        |

* De WB#8 op 7 februari in Lillehammer vormde tevens het Europees kampioenschap. Van de 26 Europeanen in het 34 tellende deelnemersveld vormden de Oostenrijkse Janine Flock, de Britse Amelia Coltman en de Nederlandse Kimberley Bos het erepodium (1-2-3). De Belgische Pelckmans werd 20e in dit kampioenschap.
Het tweede Pan-Amerikaanse kampioenschap vond dit seizoen buiten het wereldbekercircuit om -dit in tegenstelling tot het vorige seizoen- op 25 januari 2025 plaats in Lake Placid (Verenigde Staten) als onderdeel van de North American Cup. Van de elf deelnemers uit Brazilië (1), Canada (4), Colombia (1) en de Verenigde Staten (5) in het 27 tellende deelnemersveld vormden Nicole Rocha Silveira (Brazilië), Hallie Clarke, Jane Channell (beide Canada) het erepodium (1-2-3).
Belgische en Nederlandse deelname
| Deelnemer       | #1  | #2  | #3  | #4   | #5    | #6  | #7     | #8  |
| --------------- | --- | --- | --- | ---- | ----- | --- | ------ | --- |
| Kim Meylemans   | 13e | 07e | -   | Goud | Brons | 12e | Zilver | -   |
| Aline Pelckmans | 24e | 35e | 37e | 31e  | 30e   | 28e | 28e    | 30e |
| Kimberley Bos   | 08e | 09e | 06e | 05e  | Goud  | 04e | 05e    | 04e |

### Eindstand
| #  | Atleet                | Land | Punten |
| -- | --------------------- | ---- | ------ |
| 01 | Janine Flock          | AUT  | 1615   |
| 02 | Kimberley Bos         | NED  | 1465   |
| 03 | Hannah Neise          | GER  | 1452   |
| 04 | Amelia Coltman        | GBR  | 1291   |
| 05 | Jacqueline Pfeifer    | GER  | 1288   |
| 06 | Nicole Rocha Silveira | BRA  | 1192   |
| 07 | Tabitha Stoeckler     | GBR  | 1184   |
| 08 | Freya Tarbit          | GBR  | 1159   |
| 09 | Susanne Kreher        | GER  | 1146   |
| 10 | Zhao Dan (junior)     | CHN  | 1101   |
| 11 | Anna Fernstädt        | CZE  | 1076   |
| 12 | Mystique Ro           | USA  | 1062   |
| 13 | Kim Meylemans         | BEL  | 1051   |
| 14 | Corinne Leipold       | GER  | 0840   |
| 15 | Jane Channell         | CAN  | 0835   |

| #  | Atleet                   | Land | Punten |
| -- | ------------------------ | ---- | ------ |
| 16 | Valentina Margaglio      | ITA  | 770    |
| 17 | Hallie Clarke (junior)   | CAN  | 712    |
| 18 | Katie Uhlaender          | USA  | 681    |
| 19 | Li Yuxi                  | CHN  | 668    |
| 20 | Kelly Curtis             | USA  | 653    |
| 21 | Sara Roderick            | USA  | 640    |
| 22 | Alessia Crippa           | ITA  | 598    |
| 23 | Alessandra Fumagalli     | ITA  | 412    |
| 24 | Sara Schmied (junior)    | SUI  | 386    |
| 25 | Song Siji                | CHN  | 361    |
| 26 | Dārta Zunte              | EST  | 353    |
| 27 | Viktoria Dönicke         | GER  | 272    |
| 28 | Julia Simmchen (junior)  | SUI  | 258    |
| 29 | Liang Yuxin (junior)     | CHN  | 242    |
| 30 | Aline Pelckmans (junior) | BEL  | 201    |

| #  | Atleet                       | Land | Punten |
| -- | ---------------------------- | ---- | ------ |
| 31 | Julia Erlacher               | AUT  | 200    |
| 32 | Anna Saulite                 | AUT  | 182    |
| 33 | Kellie Delka                 | PUR  | 150    |
| 34 | Grace Dafoe                  | CAN  | 150    |
| 35 | Nicole Burger                | RSA  | 114    |
| 36 | Nanna Johansen (junior)      | DEN  | 096    |
| 37 | Ana Torres Quevedo           | ESP  | 078    |
| 38 | Laura Vargas                 | COL  | 077    |
| 39 | Hong Su-jung                 | KOR  | 074    |
| 40 | Katharina Eigenmann (junior) | LIE  | 066    |
| 41 | Dārta Neimane (junior)       | LAT  | 054    |
| 42 | Clara Aznar (junior)         | ESP  | 054    |
| 43 | Shannon Galea                | MLT  | 037    |
| 44 | Marta Andžāne (junior)       | LAT  | 000    |
| 45 | Annia Unterscheider (junior) | AUT  | 000    |

## Gemengdteam

### Uitslagen
| Datum           | Plaats       | Eerste                                             | Tweede                                        | Derde                                          |
| --------------- | ------------ | -------------------------------------------------- | --------------------------------------------- | ---------------------------------------------- |
| 6 december 2024 | Altenberg    | Verenigd Koninkrijk Tabitha Stoeckler Marcus Wyatt | Verenigde Staten Sara Roderick Austin Florian | Duitsland Susanne Kreher Christopher Grotheer  |
| 3 januari 2024  | Winterberg   | China Zhao Dan Lin Qinwei                          | Oostenrijk Janine Flock Samuel Maier          | China Li Yuxi Yin Zheng                        |
| 10 januari 2025 | Sankt Moritz | Duitsland Jacqueline Pfeifer Axel Jungk            | Verenigde Staten Mystique Ro Austin Florian   | Verenigd Koninkrijk Amelia Coltman Matt Weston |
| 8 februari 2025 | Lillehammer  | Verenigd Koninkrijk Amelia Coltman Marcus Wyatt    | Oostenrijk Janine Flock Samuel Maier          | Verenigde Staten Mystique Ro Austin Florian    |

Belgische en Nederlandse deelname
| Deelnemers                          | #1 | #2  | #3  | #4  |
| ----------------------------------- | -- | --- | --- | --- |
| Kim Meylemans / Colin Freeling      | -  | -   | 11e | -   |
| Aline Pelckmans / Colin Freeling    | -  | 17e | -   | 18e |
| Kimberley Bos / Joeri van Kuppeveld | -  | 16e | -   | 13e |

1986/1987 · 
1987/1988 · 
1988/1989 · 
1989/1990 · 
1990/1991 · 
1991/1992 · 
1992/1993 · 
1993/1994 · 
1994/1995 · 
1995/1996 · 
1996/1997 · 
1997/1998 · 
1998/1999 · 
1999/2000 · 
2000/2001 · 
2001/2002 · 
2002/2003 · 
2003/2004 · 
2004/2005 · 
2005/2006 · 
2006/2007 · 
2007/2008 · 
2008/2009 ·
2009/2010 ·
2010/2011 ·
2011/2012 ·
2012/2013 ·
2013/2014 ·
2014/2015 ·
2015/2016 ·
2016/2017 ·
2017/2018 ·
2018/2019 ·
2019/2020 ·
2020/2021 ·
2021/2022 ·
2022/2023 ·
2023/2024 ·
2024/2025
Alpineskiën ·
Biatlon ·
Bobsleeën ·
Freestyleskiën ·
Langlaufen ·
Noordse combinatie ·
Rodelen ·
Schaatsen (junioren) ·
Schansspringen ·
Shorttrack ·
Skeleton ·
Snowboarden